# Joseph Dupont
Joseph Dupont (Ensival, 3 de gener de 1838 – Brussel·les, 21 de desembre de 1899) fou un violinista i director d'orquestra belga.
Fou alumne del Conservatori de Brussel·les, aconseguint en aquest centre un gran premi de violí i més tard una pensió per anar a Roma. Després d'haver recorregut durant quatre anys França, Itàlia i Alemanya, fou director d'orquestra del teatre Italià de Varsòvia (1867-1870), i després del teatre Imperial de Moscou. De retorn a la seva pàtria, fou nomenat professor d'harmonia, i va tenir entre altres alumnes els seus compatriotes Raymond Moulaert i François Ruhlmann i al napolità Ottavio Di Picolellis, ensems que aconseguia la direcció de l'orquestra del teatre de la Moneda, i més tard, en retirar-se Vieuxtemps la dels Concerts populars. Al cap d'algun temps associat amb Lapissida, prengué la direcció d'aquell teatre, on estrenà algunes obres inèdites: Heródiada, de Massenet, i Sigurd, de Beyer, entre d'altres, i donà conèixer diverses de Wagner. Deixà escrites algunes composicions, en la seva major part inèdites.